# Římskokatolická farnost Boleboř
Římskokatolická farnost Boleboř (latinsky Goettersdorfium) je zaniklá církevní správní jednotka sdružující římské katolíky v Boleboři a okolí. Organizačně spadala do krušnohorského vikariátu, který je jedním z deseti vikariátů litoměřické diecéze.

## Historie farnosti
Již v roce 1357 se zde nacházela plebánie. Do roku 1702 bylo filiálkou Boleboře území farnosti Kalek. Matriky jsou v místě vedeny od roku 1775.
Farnost existovala do 31. prosince 2012 jako součást jirkovského farního obvodu. Od 1. ledna 2013 zanikla sloučením do farnosti děkanství Jirkov.

### Duchovní správcové vedoucí farnost
Začátek působnosti jmenovaného v duchovní správě farnosti od:
- 1662   Adamus Aug. Tost
- 1662   Michaël Hille
- 1671   Augustinus Adalbert. Hille
- 1691   Franciscus Zimmermann
- 1696   Daniel Fridrich
- 1697   Christophorus Gledrsch
- 1697   Franciscus Elger
- 1704   Jacobus Uhl
- 1707   Josephus Bärtl
- 1716   Henricus Krögl
- 1728   Christophorus Hütter
- 1742   Leopoldus Schneider, † 1750
- 1750   Franciscus Josephus Schröter, † 1753
- 1753   Jos. Wisinger, † 1791
- 1793   Jos. Lorenz, † 25. 10. 1817
- 1793   Vinc. Nusbaumer
- 1798   Franc. Clement, n. 4. 3. 1764 Priesen, o. 10. 8. 1788, † 29. 3. 1861
- 1829   Anton. Wagner, n. 30. 5. 1795 Radonic., o. 23. 8. 1818, † 24. 4. 1878
- 1836   Anton. Hönig, n. 19. 4. 1800 Nepomyšl, o. 7. 9. 1823, † 7. 3. 1865
- 1856   Ignat. Grumptmann, n. 12. 11. 1826 Montano-Neudorf., o. 25. 7. 1851, † 8. 12. 1885
- 1887   Ignat. Hoffmann, n. 14. 3. 1842 Tribischl, o. 26. 7. 1868, † 22. 3. 1908
- 1904  Josef Bäuml, n. 20. 7. 1870 Sandau, o. 17. 7. 1894, † 14. 3. 1908
- 1909  Josef Popper, n. 5. 3. 1865 Militschov, o. 29. 6. 1890, † 16. 4. 1932
- 1. 10. 1932 Franc. Gerbl, n. 9. 5. 1878 München, o. 18. 11. 1900, † 31. 3. 1953
- 14. 10. 1946 Eduard Buder
- 18.11. 1946 Josef Dobiáš
- 1. 11. 1948  Josef Pekár
- 1. 8. 1949  Antonín Blaha
- 1. 8. 1954 Jaroslav Knespl
- 1. 11. 1955 Emil Nešpor
- 1. 8. 1961 František Kolář
- 1. 8. 1964 Stanislav Rozkopal
- 1. 8. 1982 František Tomšík
- 1. 12. 2003 – 31. 12. 2012 Miroslav Dvouletý, admin. exc.[3]

Kromě kněží stojících v čele farnosti, působili ve farnosti v průběhu její historie i jiní kněží. Většinou pracovali jako farní vikáři, kaplani, katecheté, výpomocní duchovní aj.

## Území farnosti
Do farnosti náleželo území obcí:
- Boleboř (Göttersdorf)[p 2] s místními částmi Orasín (Uhrissen)[p 2] a Svahová (Neuhaus)[p 2]
- Mezihoří (Gersdorf)[p 2]
- Pyšná (Stolzenhan)[p 2]
- Zákoutí (Bernau)[p 2]

## Římskokatolické sakrální stavby a místa kultu na území farnosti
| | Fotografie | Stavba              | Místo   | Bohoslužby                      | Zeměpisné souřadnice             | Status                                                                            |        |
| Kostel | Kostel     | Kostel              | Kostel  | Kostel                          | Kostel                           | Kostel                                                                            | Kostel |
| --- | ---------- | ------------------- | ------- | ------------------------------- | -------------------------------- | --------------------------------------------------------------------------------- | ------ |
| 1. |            | Kostel sv. Mikuláše | Boleboř | bližší informace o bohoslužbách | 50°32′25″ s. š., 13°24′52″ v. d. | do 31. prosince 2012 farní kostel, poté filiální kostel farnosti děkanství Jirkov |        |
| Kaple |            |                     |         |                                 |                                  |                                                                                   |        |
| 2. |            | Kaple Panny Marie   | Svahová | bližší informace o bohoslužbách | 50°33′17″ s. š., 13°24′37″ v. d. | kaple                                                                             |        |
| Některé drobné sakrální stavby a pamětihodnosti lze dohledat zde v databázi Drobné sakrální památky Zaniklé sakrální stavby lze dohledat zde v databázi Poškozené a zničené kostely, kaple a synagogy v České republice |            |                     |         |                                 |                                  |                                                                                   |        |

Ve farnosti se mohou nacházet i další drobné sakrální stavby, místa římskokatolického kultu a pamětihodnosti, které neobsahuje tato tabulka.

## Galerie sakrálních pamětihodností ve farnosti

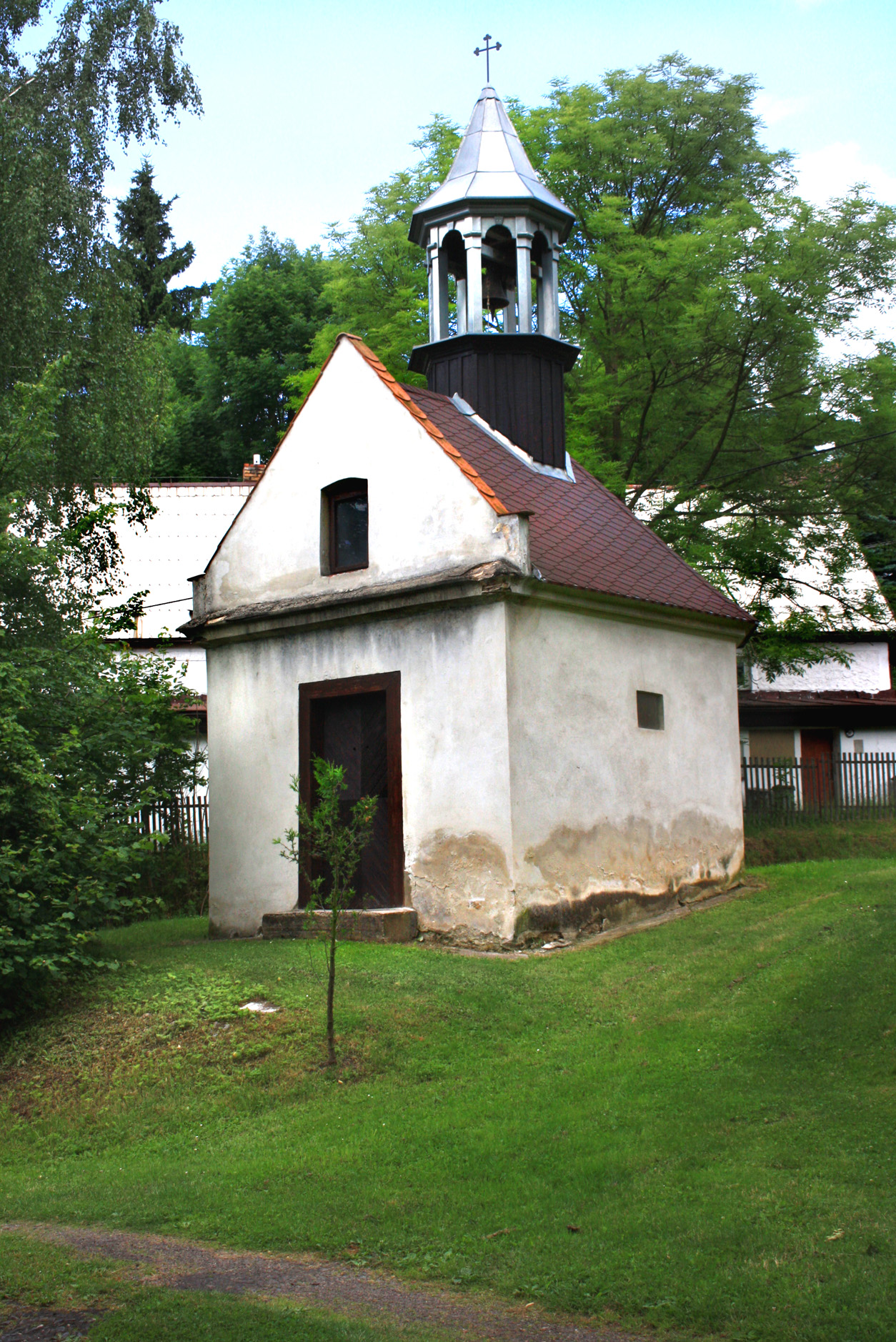
Kaplička v obci Pyšná
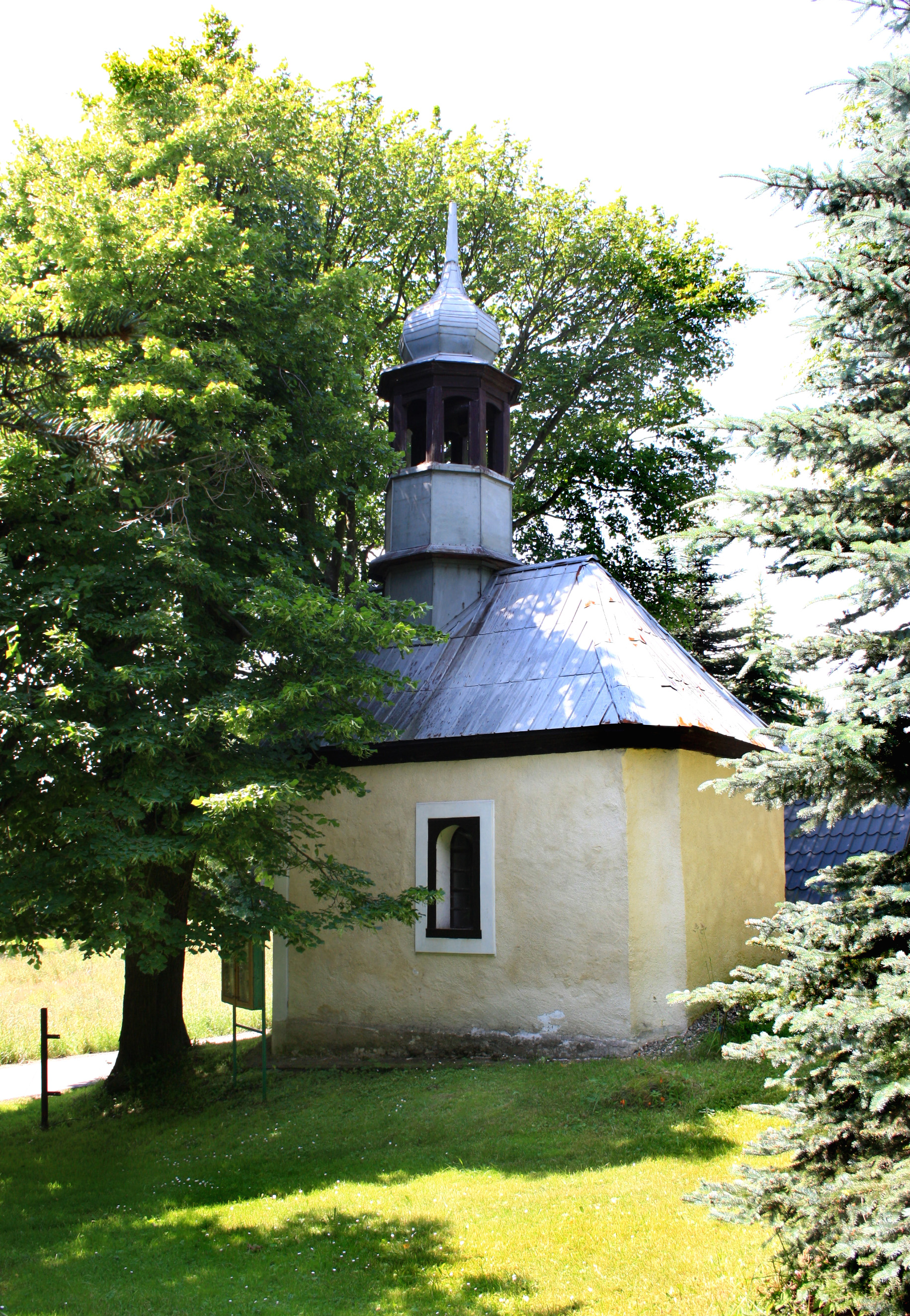
Kaplička v obci Zákoutí
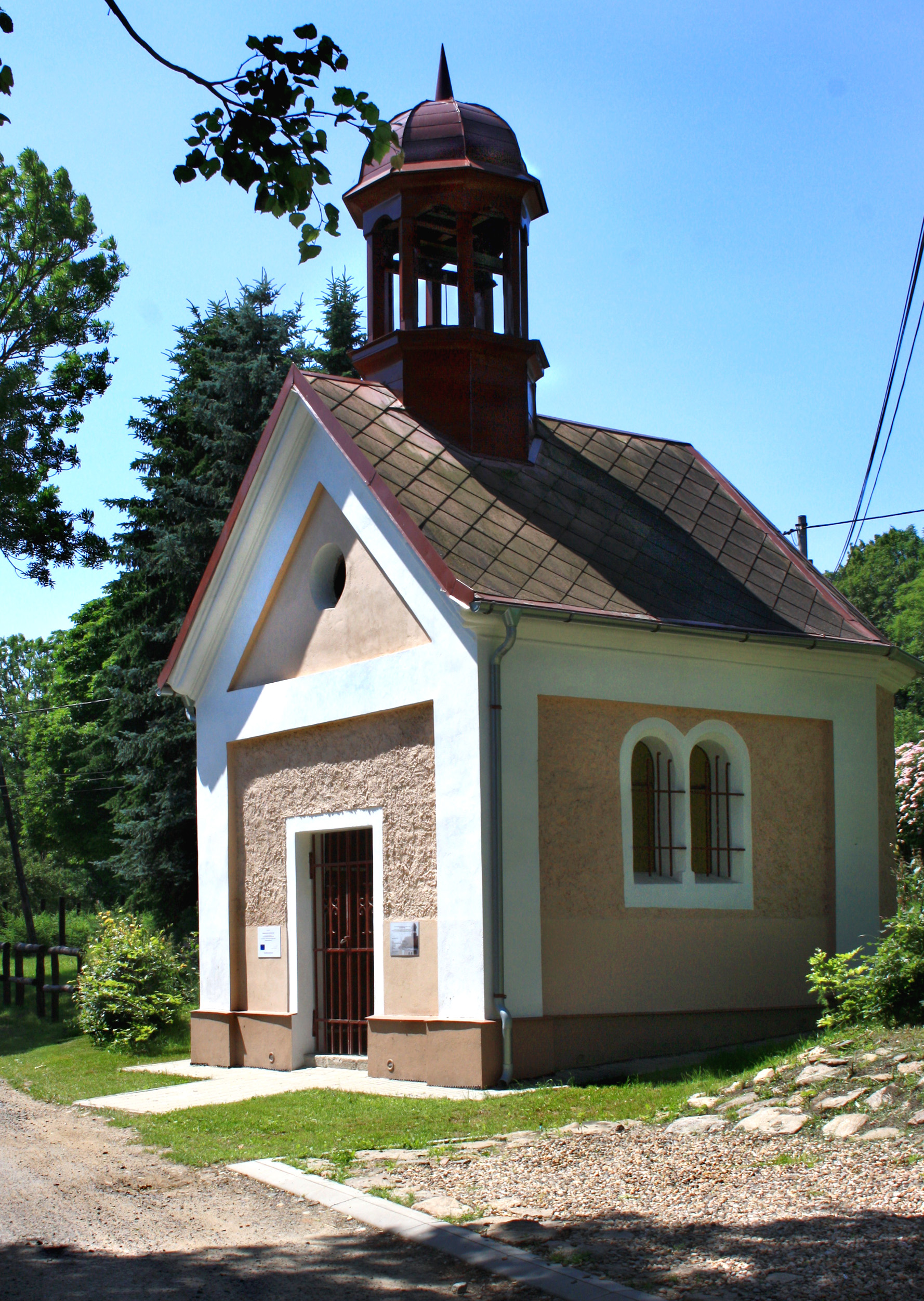
Kaplička na východní návsi obce Orasín
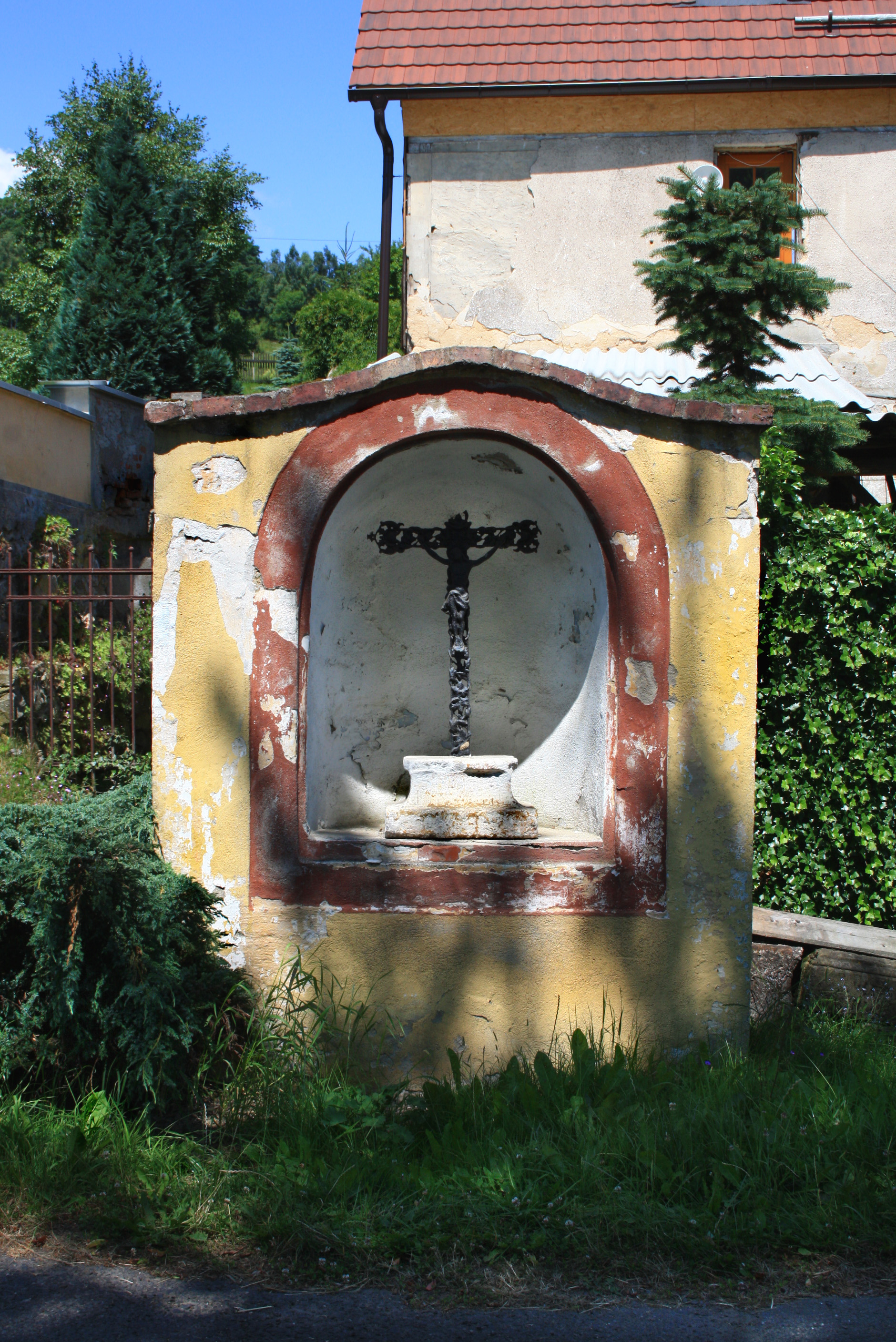
Malá kaplička v obci Orasín
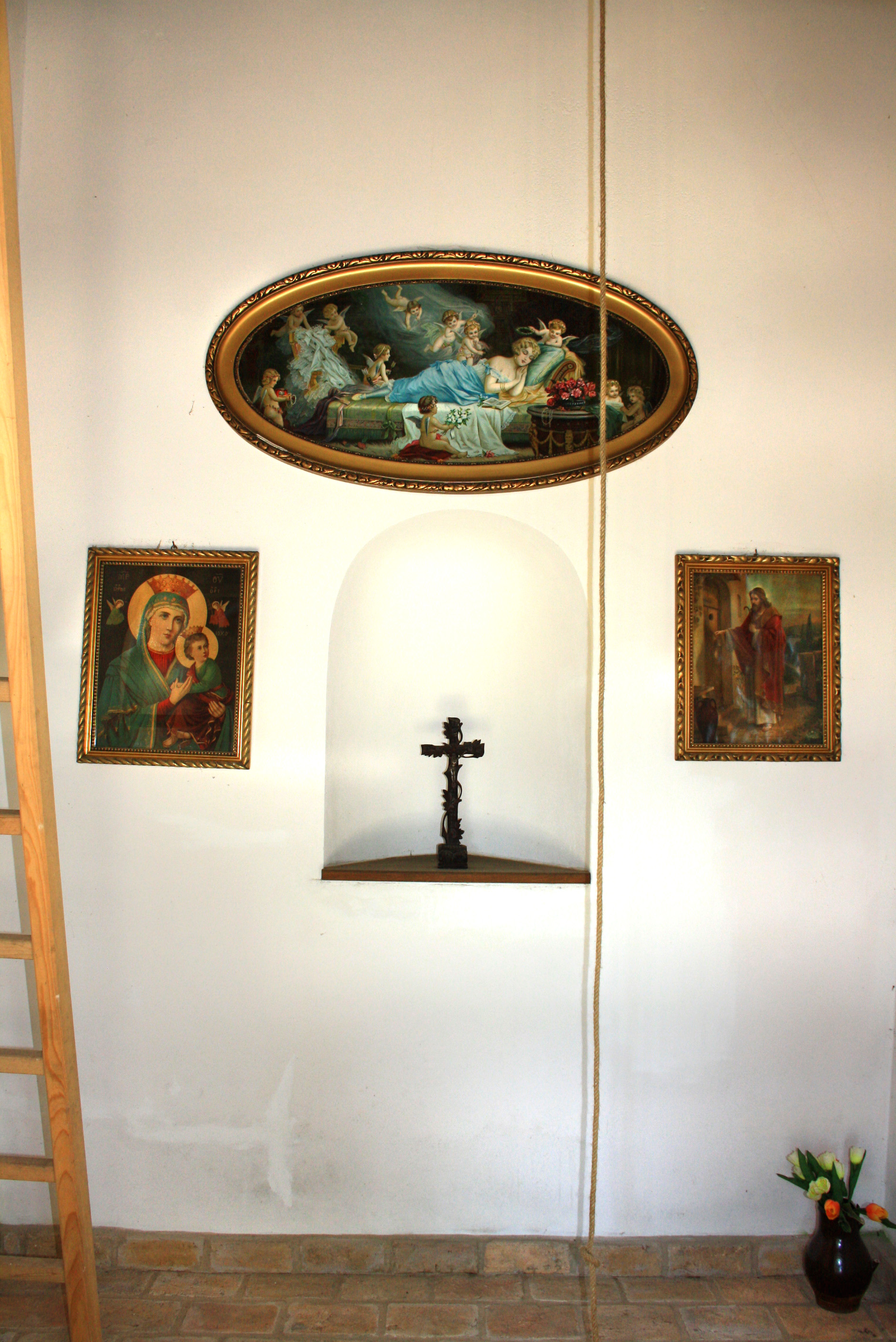
Interiér kaple v obci Svahová